# Héroes del 26 de julio
Завод имени Героев 26 июля (исп. la Empresa de Implementos Agrícolas "Héroes del 26 de julio") — промышленное предприятие в городе Ольгин провинции Ольгин Республики Куба.

## История
В период с 1959 года острая зависимость Кубы от импорта нефти и нефтепродуктов в условиях организованной США торгово-экономической блокады ограничивает масштабы использования транспортных средств и развитие энергоёмкой промышленности. Однако в начале 1970х годов правительством Кубы было принято решение о развитии машиностроения.
12 июля 1972 года Куба вступила в СЭВ и научно-техническое сотрудничество с социалистическими странами активизировалось. При содействии специалистов СССР и Болгарии в городе Ольгин началось создание центра сельскохозяйственного машиностроения общегосударственного значения. Здесь был построен комплекс предприятий по производству сельскохозяйственных машин, прицепного оборудования и запчастей к ним.
Завод был построен при содействии Болгарии в 1981 - 1982 гг. и в 1982 году - введён в эксплуатацию. В 1982 году основной продукцией завода являлись диски для борон и плугов.
По состоянию на начало 1984 года завод представлял собой крупнейшее машиностроительное предприятие Кубы, его производственная мощность обеспечивала выпуск 10 850 шт. сельскохозяйственных орудий 24 различных наименований в год. Продукция завода сыграла важную роль в механизации сельского хозяйства страны.
После распада СССР положение Кубы осложнилось, завод был временно переориентирован на ремонт сельскохозяйственного оборудования, выпуск металлоизделий и металлоконструкций, а также потребительских товаров. Было освоено производство запасных частей и деталей к автомашинам, тракторам и электродвигателям. Для министерства здравоохранения был освоен выпуск больничных кроватей и медицинских носилок. В середине 1990-х годов положение в стране стабилизировалось.
В 1999 году на заводе был создан проектно-конструкторский отдел, после чего номенклатура выпускаемых изделий расширилась.
В начале 2016 года завод освоил выпуск контейнеров для транспортировки соли.
В июле 2016 года за значительный вклад в развитие сельского хозяйства страны, создание новых образцов сельскохозяйственного оборудования и производственные достижения завод был награждён Красным знаменем.
В августе 2019 года совместно с машиностроительным заводом "60 aniversario de la Revolución de Octubre" завод начал выпуск первых десяти гусеничных транспортёров для работы на рисовых полях, в 2020 году предприятие было привлечено к проектированию первого кубинского кукурузоуборочного комбайна.
В 2021 году специалисты предприятия переоборудовали один из автобусов "Diana" (кубинский автобус на шасси "Yutong") в пассажирский мотовоз для использования на железных дорогах Кубы.

## Современное состояние
Завод находится в ведении министерства промышленности Кубы и входит в число ведущих предприятий города Ольгин. Рабочие завода принимают активное участие в озеленении и благоустройстве города (в частности, они обустроили парковую зону на территории предприятия).
В апреле 2016 года предприятие представляло собой машиностроительный комбинат общей площадью свыше 300 тыс. квадратных метров, в составе которого действовали механические цеха, цех резки металла, кузнечный цех, литейный цех, цех гальванизации, сборочные цеха, вспомогательные участки, склады и административные помещения. На его балансе находились объекты социальной инфраструктуры города.
Продукция завода используется в сельском хозяйстве страны, а также экспортируется (в частности, в Гватемалу).